# Muscardinus
Muscardinus és un gènere de rosegadors de la família dels lirons. El seu únic representant vivent és la rata dormidora rogenca (M. avellanarius), que viu a gran part d'Europa i l'extrem occidental d'Àsia. Els fòssils més antics d'aquest grup daten del Miocè inferior (fa 20,44 milions d'anys), pertanyen a l'espècie M. sansaniensis i foren trobats al jaciment paleontològic de Lo Fournas (Catalunya Nord), prop del Canigó.